# SN 1954X
SN 1954X – supernowa odkryta 1 kwietnia 1954 roku w galaktyce A135112+1738. W momencie odkrycia miała maksymalną jasność 18,50m.